# Alexander Mikulin
Alexander Alexandrovich Mikulin (Vladimir, 14 de fevereiro de 1895; Moscou, 13 de maio de 1985) foi um projetista de motores de aviação e desenhista chefe do OKB Mikulin (OKB-24), entre suas principais realizações estão: o AM-34, primeiro motor aeronáutico soviético e o motor turbo jato AM-3 para o primeiro avião comercial a jato soviético, o Tupolev Tu-104.

## Motores
- M-17
- AM-34
- AM-35
- AM-38
- AM-39
- AM-42
- AM-3
- AM-5